# Zhenwei Wang
Zhenwei Wang (Pechino, 20 ottobre 1995) è un attore e artista marziale cinese.

## Biografia
È il figlio più giovane di ChaoGuo Wang. La sua famiglia era originaria di Handan, Cina, ma suo padre lo portò a Pechino in modo per lui di ricevere un'istruzione migliore. All'età di quattro anni e mezzo, suo padre lo mandò al Shenshahai di Pechino, scuola Shichahai Sportiva Dilettantistica, perché secondo il padre era "debole e malaticcio". Zhenwei era molto concentrato durante le esercitazioni e nonostante la sua giovane età, non si lamentava di essere stanco, anche dopo ore di pratica. Dopo anni di duro lavoro e fatica, Zhenwei si è guadagnato gli elogi dal settore wushu grazie alla sua determinazione e ferma base di arti marziali. Zhenwei ha ricevuto numerosi premi in concorsi nazionali. È stato premiato con due medaglie d'oro al Concorso Beijing Youth Wushu. Dopo la formazione nel Shenshahai per tre anni e mezzo, suo padre lo mandò al Ginnasio Haidian e ha iniziato l'apprendimento della routine di wushu nazionale. Due anni dopo, quando Zhenwei aveva 10 anni, è stato il primo di 57 concorrenti quando la squadra nazionale di Wushu era alla ricerca di nuovi membri, entrando con successo nella nazionale B di wushu.

## Karate Kid
Nel luglio 2009 la produzione del film The Karate Kid - La leggenda continua ha iniziato a cercare attori. L'esigenza di scena era quella di trovare un artista marziale in età adolescenziale. Il vice-direttore della squadra di riprese e l'assistente di Jackie Chan hanno iniziato le audizioni nelle scuole di arti marziali della Cina. Al Beijing Film Academy circa diecimila concorrenti selezionati hanno partecipato all'audizione. La selezione è stata molto rigorosa: occorrevano un inglese fluente, abilità wushu, aspetto fisico, buone espressioni facciali e persino il controllo sulle espressioni degli occhi. Dopo 3 mesi di audizioni Zhenwei ha superato tutte le difficoltà e con successo è diventato l'attore che avrebbe interpretato Cheng in The Karate Kid.

## Curiosità
- Durante le riprese, Zhenwei ha subito un trauma cranico che richiese quattro punti di sutura. Lo ha subìto inseguendo Jaden Smith (che interpretava Dre Parker) dopo essere stato schizzato con l'acqua sporca; Zhenwei ha battuto la testa su un secchio di petrolio.
- Ha subito inoltre altre lesioni non gravi.

## Filmografia

### Attore
- The Karate Kid - La leggenda continua (The Karate Kid), regia di Harald Zwart (2010)
- Project X-Traction (Hidden Strike), regia di Scott Waugh (2023)